# Monestir de Gračanica
El monestir de Gračanica (en serbi: Манастир Грачаница, en albanès: Manastiri i Graçanicës) és un monestir ortodox serbi situat a Gračanica, Kosovo, a 5 km al sud-est de Pristina. L'any 2006 fou declarat Patrimoni de la Humanitat per la UNESCO, dins del conjunt dels Monuments Medievals de Kosovo. Des d'aquell any és també en la Llista del Patrimoni de la Humanitat en perill, per causa dels atacs que les esglésies i monestirs ortodoxos pateixen en aquest indret.

## Història
Va ser fundat pel rei serbi Stefan Milutin l'any 1321. L'església del monestir fou construïda sobre les ruïnes d'una antiga església del segle xiii consagrada a la Mare de Déu, que a la vegada havia estat construïda sobre les ruïnes d'una basílica cristiana de tres naus edificada al segle vi. Sobre el mur meridional de l'actual edifici, es pot llegir la carta fundacional de l'església escrita pel rei: He vist les ruïnes i la decadència de l'església de Maria a Gračanica, al bisbat de Lipljan; també l'he reconstruïda des de la base, pintada i decorada, tant a l'interior com a l'exterior.
Del conjunt monàstic d'aquesta època, només l'església ha sobreviscut. El nàrtex i la volta foren afegits uns decennis més tard, amb l'objectiu de protegir els frescs de la façana occidental. El nàrtex va ser malmès diverses vegades per les incursions otomanes, entre 1379 i 1383. La torre fou incendiada i les flames van destruir llavors una important col·lecció de manuscrits així com d'altres objectes preciosos. El nàrtex fou reconstruït el 1383. Gračanica va conèixer nous danys de resultes de la batalla de Kosovo Polje el 1389. Durant el període otomà, Gračanica es convertí en un important centre cultural. En temps del metropolità Nikanor (1528-1555), es van pintar diverses icones al retaule. Les portes reials del monestir van ser encomanades el 1564 pel metropolità Dionisije, la mort del qual està representada en un fresc del nàrtex. Gràcies als esforços del patriarca Makarije Sokolovi es va realitzar una gran campanya de restauració. Les obertures exteriors del nàrtex s'ompliren i s'hi pintaren nous frescs el 1570. El patriarca Pajsije feu cobrir de plom la teulada de l'església i, el 1620, es feu un gran crucifix per a la iconòstasi de l'església.
Al segle xvii, el monestir patí nous danys, sobretot durant la Segona Guerra austroturca, en la qual van prendre part nombrosos serbis en rebel·lió contra els otomans. Els turcs van arrencar la creu de plom així com les lloses vidriades que adornaven el sòl de l'església; es van apoderar del tresor amagat a l'església pel patriarca Arsenije III. Fou una època de gran migració que buidà la regió de la seva població sèrbia.
Després de la Segona Guerra Mundial, el monestir va ser restablert per religioses, i encara avui és ocupat per una vintena de monges, dedicades sobretot a la iconografia i l'agricultura. Després dels bombardeigs de l'OTAN durant la Guerra de Kosovo el 1999, el bisbe de Raška i de Prizren, Artemije, traslladà la seu del seu episcopat de Prizren a Gračanica, i convertí el monestir en un dels centres espirituals més importants de l'Església ortodoxa de Kosovo.
L'any 1977 s'inicia un projecte per construir una rèplica del monestir de Gračanica al barri de Third Lake de Chicago, als Estats Units. El monestir de New Gračanica es consagrà l'any 1984, i fou construït a una escala un 18% més gran que l'originari.

## Arquitectura

Vista exterior del monestir

El monestir de Gračanica representa la culminació de la influència romana d'Orient en les edificacions medievals sèrbies. L'església té la forma d'una doble creu, una inscrita en l'altra; la interna projecta una silueta vertical per aixecar la cúpula. Sobre els espais entre els eixos transversals, quatre cúpules més petites donen una estructura regular a la coronació del conjunt.

## Art

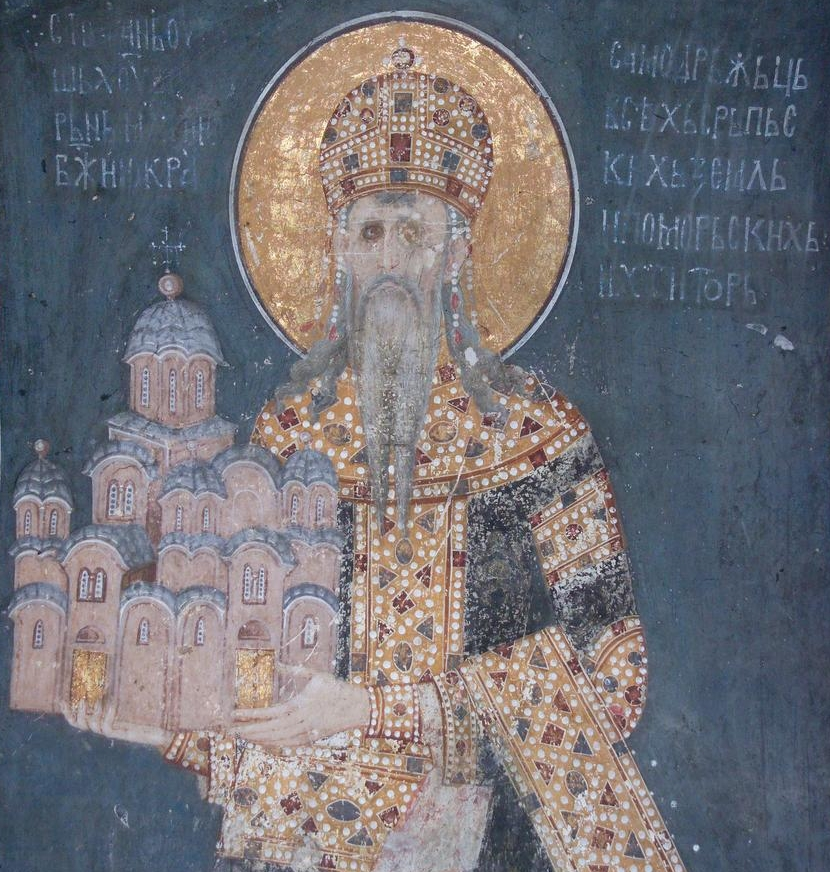
Stefan Milutin a les pintures murals de Gračanica

Les pintures murals més importants de l'església del monestir de Gračanica foren pintades entre 1321 i 1322. En la nau, representen escenes de la vida de Jesucrist així com esdeveniments majors de l'any litúrgic, la Passió de Crist i els seus miracles. El nàrtex és decorat amb retrats dels fundadors del monestirs: el rei Stefan Milutin i la reina Simònida, Elena d'Anjou (mare del rei) com una monja i el rei Milutin com un monjo. D'importància particular és la genealogia de la dinastia Nemanjić, per primer cop pintada, que comença amb Esteve Nemanja i acaba amb Milutin. També al nàrtex, hi ha una il·lustració exhaustiva del Judici Final. L'exonàrtex presenta un destacat conjunt de frescs encarregats pel patriarca Makarije Sokolovi, que daten de 1570. Hi ha algunes pintures al nàrtex dels segles xiv i xv, incloent-hi el Baptisme de Jesús, parts de l'himne Acatist a la Mare de Déu i els concilis ecumènics. Dos temes, tanmateix, dominen el nàrtex de Gračanica: la doxologia a la Mare de Déu i la processó dels bisbes serbis des de sant Sava fins a Makarije Sokolovi. Una composició històrica que representa la mort del metropolità de Gračanica Dionisije cobreix la part del sud-est del nàrtex.